# 伏見港

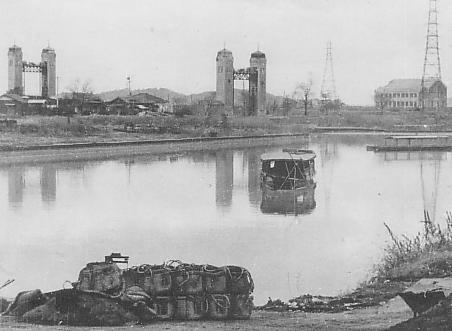
太平洋戦争前の伏見港

伏見港（ふしみこう）は、かつて京都府京都市伏見区に存在した河川港。1950年代頃まで、京都と大阪（大坂）を結ぶ水運の拠点として栄えた。

## 概要

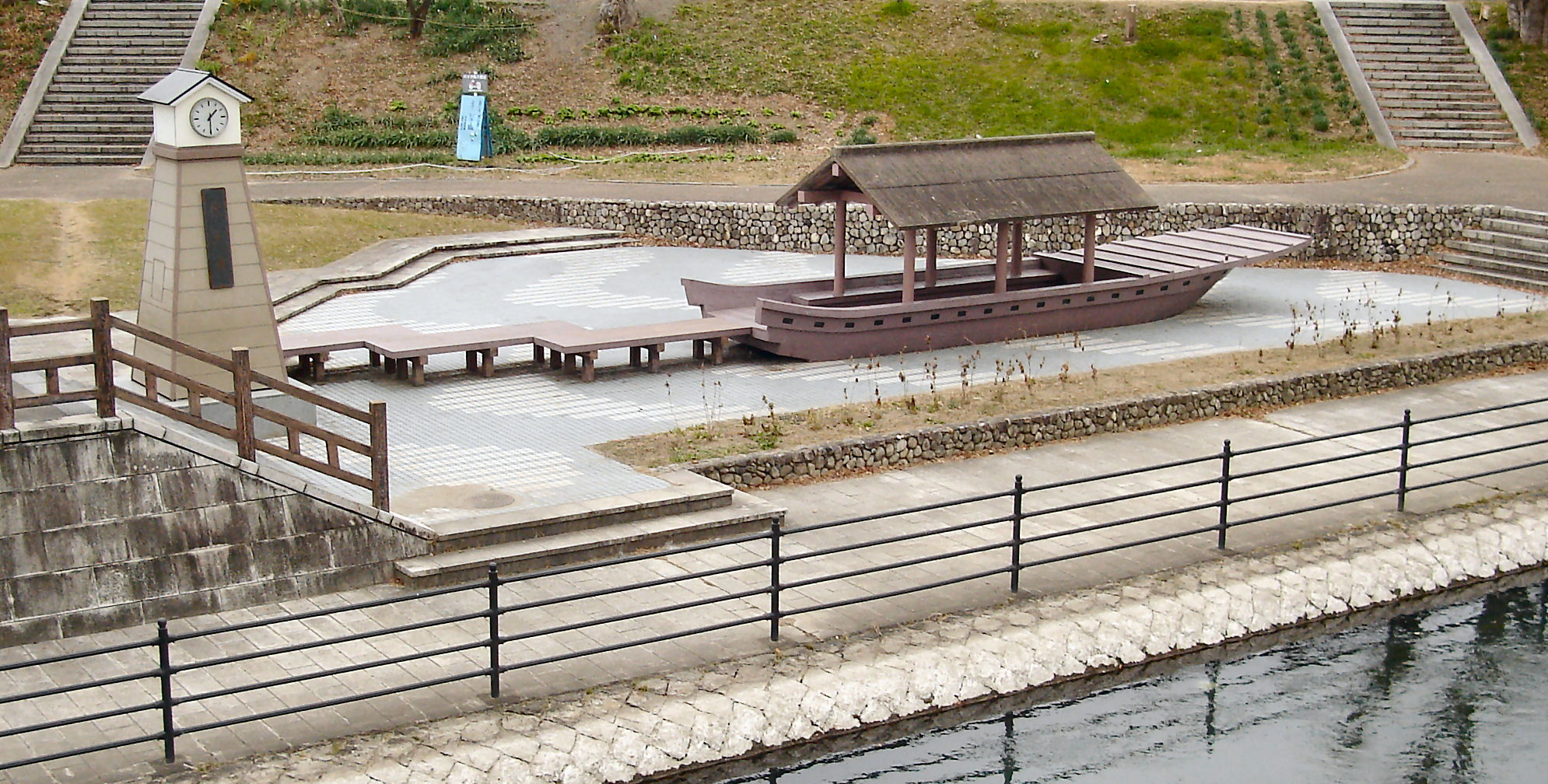
跡地にある復元模型 - 伏見みなと公園

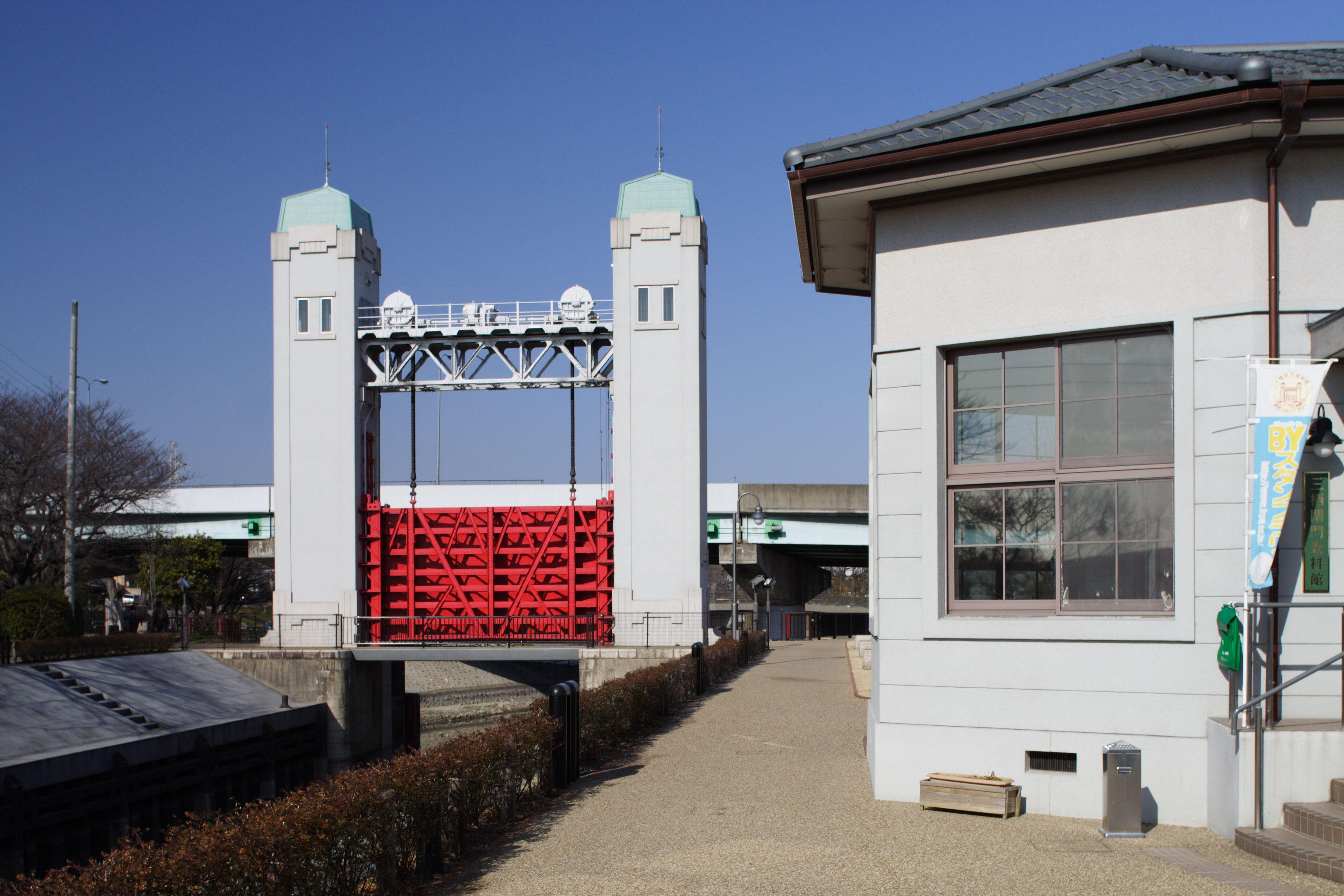
三栖閘門と三栖閘門資料館

桃山時代の1594年（文禄3年）、豊臣秀吉は宇治川の治水および流路の大幅な変更を目的として、一般に「太閤堤」と呼ばれる槇島堤や小倉堤の建設をはじめとする大規模な工事を前田利家らに命じて行ったほか、宇治橋の撤去および巨椋池を介した交通の要衝であった岡谷津・与等（淀）津の役割の否定、さらに小倉堤の上に新設した大和街道と城下を直結する位置に豊後橋を設けたことにより、陸上および河川の交通を伏見城下に集中させた。伏見には、宇治川と濠川（ごうかわ、ほりかわ）を結ぶ形で港が設けられ交通の要衝となり、三十石船が伏見と大坂の間を行き来した。
江戸時代には角倉了以・素庵父子が高瀬川を開削し京都と伏見が結ばれたことから、港の役割はさらに増した。幕府の伝馬所（問屋場）も置かれ、参勤交代の大名が立ち寄るために本陣や大名屋敷も置かれていた。幕末期には坂本龍馬が伏見港の船宿である寺田屋を常宿としていたのは有名である。
明治時代に入り、琵琶湖疏水（鴨川運河）が開通すると疏水とも接続し新たな水運のルートが拓かれたほか、宇治川も新たに開削されたことから琵琶湖への大型船の就航が可能となり、大阪や琵琶湖へ蒸気船（外輪船）が就航した。また、日本初の電車である京都電気鉄道伏見線（後の京都市電伏見線）が港と京都市内を結ぶために建設された。1929年、宇治川の堤防が整備され宇治川と濠川に水位差が生じたため三栖閘門が建設されている。
蒸気船による水運は京都市と大阪市などを結ぶ鉄道が開通したあとも運賃が低廉だったことなどから一定の需要があったが、大峯ダムの建設や京阪本線の開通による淀川（宇治川）での水運の衰退とともに港も衰退した。第二次世界大戦後はほとんど使用されず放置されていたが1967年、跡地を埋め立てて公園とする都市計画が決定され事業化されたことにより港湾機能を喪失した（但し、法制上は引き続き地方港湾としての港格が残っている）。現在は、公園内に港湾施設の復元模型があるほか、濠川から三栖閘門の周辺は遊歩道が整備され観光用の十石舟が運航している。※観光船については、伏見十石舟を参照。
周辺には京橋・表町・柿ノ木浜・金井戸・北浜・西浜・南浜・東浜・弁天浜・材木町といった、港町に因んだ地名が残っている。

## 公園
現在は、跡地が公園となっている。
伏見港公園
- 体育館
- テニスコート
- 相撲場
- プール

伏見みなと公園
- 港湾施設の復元模型
- 「龍馬とお龍、愛の旅路」像 - 二人が新婚旅行に出発した地

## 交通
- 京阪電鉄中書島駅下車、徒歩。
- 京都地下鉄烏丸線竹田駅、東西線醍醐駅または石田駅などから路線バスで、「京阪中書島・伏見港公園」「中書島」バス停下車。

## 位置情報
- 北緯34度55分24.12秒 東経135度45分21.77秒 / 北緯34.9233667度 東経135.7560472度（WGS 84）